# Enrique Alvear
Monseñor Enrique Alvear Urrutia (Cauquenes, 29 de enero de 1916 - Santiago de Chile, 29 de abril de 1982), conocido como «El Obispo de los Pobres», fue un sacerdote y obispo católico chileno.

## Biografía

### Primeros años
Enrique nació el 29 de enero de 1916, en la ciudad chilena de Cauquenes. Fue el octavo de 11 hermanos del matrimonio de don Clorindo Alvear Zurita y doña Teodorinda Urrutia Pérez. Creció en el seno de una familia culta y tradicional cristiana, por lo que su formación estuvo basada en el respeto y la reflexión. 
Estudio en el Instituto de Humanidades Luis Campino, luego siguió la carrera de Derecho en la Pontificia Universidad Católica de Chile. En uno de los retiros espirituales de Carlos Casanueva Opazo, descubre su vocación sacerdotal. Ingresó a estudiar en el Seminario Mayor de Santiago y en la Facultad de Teología de la Universidad Católica. 

### Sacerdocio
El 19 de septiembre de 1941 fue ordenado sacerdote por José María Caro, quién lo designa como profesor, director espiritual y pro-rector en el Seminario Menor de Santiago.

### Episcopado
Fue elegido por el Papa Juan XXIII como Obispo auxiliar de Talca el 4 de marzo de 1963, siendo consagrado el 21 de abril en la Basílica de Lourdes. En 1965 ejerció como obispo de San Felipe, permaneciendo por 9 años.
En 1974 es designado obispo auxiliar del Cardenal Raúl Silva Henríquez, en la Zona Oriente y hasta su muerte en la Zona Oeste de Santiago. 
Entre sus labores en la Iglesia, participó en el Concilio Vaticano II, en la Conferencia Episcopal y en CELAM, así como en organismos laicos de acción social.

### Fallecimiento
Falleció el 29 de abril de 1982 a causa del cáncer. Sus restos fueron sepultados en el Santuario de Lourdes de Quinta Normal, lugar en donde permanecieron hasta el 13 de abril de 2008, día en que fueron trasladados a una tumba abierta al público en la Parroquia San Luis Beltrán en Pudahuel.
Durante la Visita del papa Francisco a Chile en enero de 2018, el día 15 apenas después de llegar desde el Aeropuerto de Pudahuel, realizó una pequeña escala en la parroquia San Luis Beltrán, el Papa Francisco oró ante la tumba de Alvear.

## Proceso de beatificación
El 16 de diciembre de 2011, Ricardo Ezzati, Arzobispo de Santiago, aprueba el nombramiento de la Fundación Enrique Alvear Urrutia como actor para la eventual causa de beatificación y canonización de Monseñor Alvear. Finalmente, el 9 de marzo de 2012, Ezzati firma el acta de apertura del proceso de beatificación de Monseñor Alvear. Actualmente es Siervo de Dios.